# 彭城刘氏
彭城刘氏，是中国中古时代一个以彭城郡为郡望的刘姓士族，是汉朝宗室后裔，也是南朝劉宋的宗室。一说为汉高祖刘邦弟弟楚元王刘交的后裔，一说彭城丛亭里刘氏为汉宣帝刘询之子楚孝王刘嚣曾孙居巢侯刘恺的后裔。彭城刘氏是最为著名的刘姓士族，至唐代，与其它姓氏类似，刘姓者多自称为彭城刘氏。

## 郡望
- 彭城郡

## 房支
- 彭城丛亭里刘氏，漢司空劉茂的後裔。
- 彭城绥舆里刘氏，宋武帝刘裕属于此支[6]
- 彭城安上里刘氏，刘宋司空刘勔属于此支[7]，左將軍劉懷肅亦安上里劉氏。
- 彭城丰县刘氏，彭城丛亭里刘氏后裔刘轸、刘轨的子孙定居于丰县，为彭城丰县刘氏[8]
- 彭城吕县刘氏，楚元王刘交之子楚文王刘礼的后裔[9]

## 宗族关系
彭城绥舆里刘氏、彭城安上里刘氏、彭城丛亭里刘氏与彭城吕县刘氏互相之间历来不排定次序辈分，直到宋孝武帝任命出自彭城吕县刘氏的刘延孙为南徐州刺史镇守京口时，宋孝武帝才让刘宋宗室诸王与刘延孙连谱，排列长幼辈分。